# Glacis (geologia)

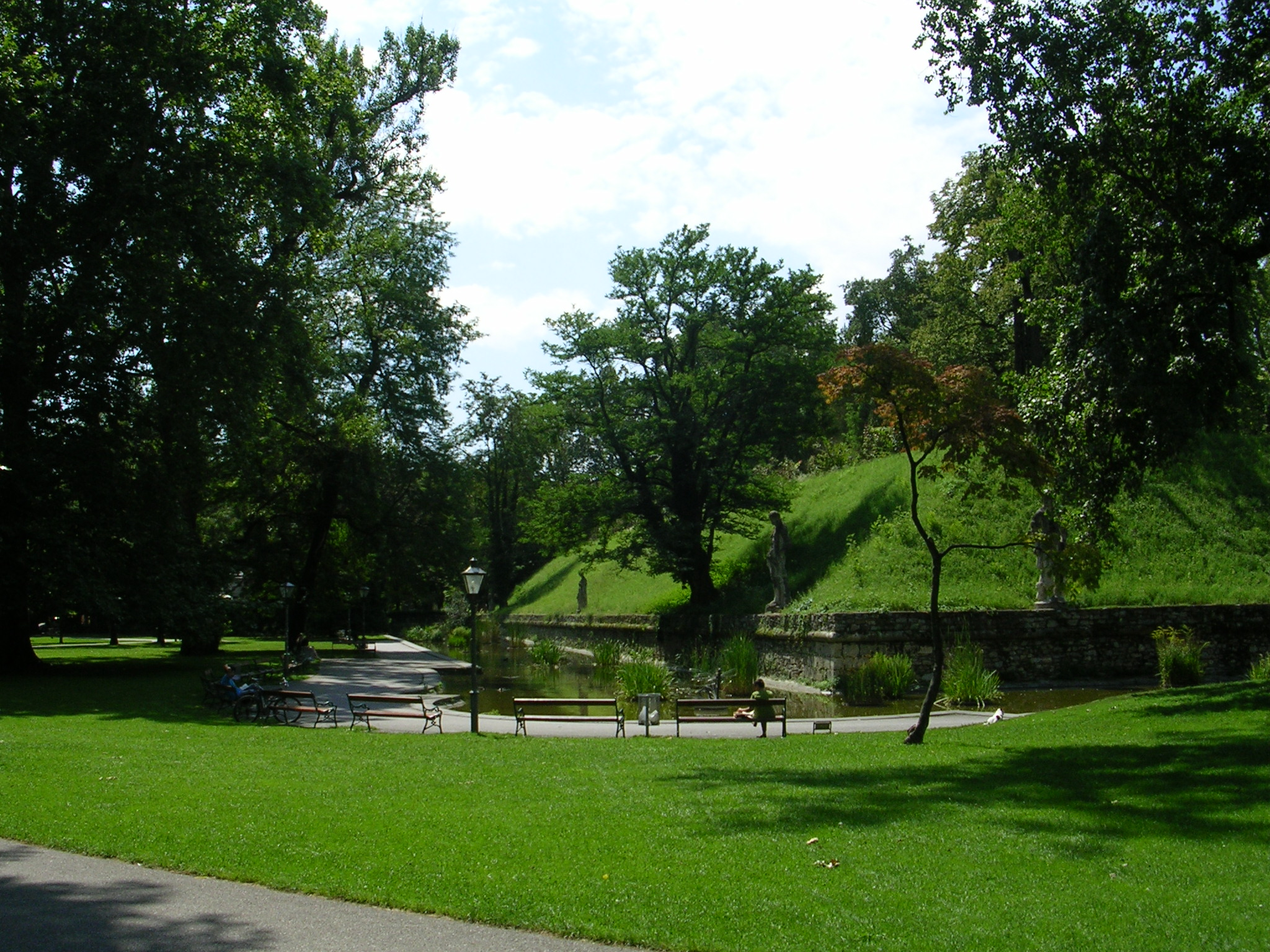
Glacis nel parco comunale di Graz

In geomorfologia, un glacis (dal francese: "pendio", "scarpata") è una superficie debolmente inclinata, di raccordo tra i versanti montuosi e il fondovalle fluviale, formatasi con il deposito di detriti alluvionali.
Si possono distinguere i glacis d'erosione in roccia (sinonimo di pediment) e i glacis di accumulo (o glacis detritici).
Da un punto di vista genetico, il glacis è la forma terminale di un processo erosivo di arretramento dei versanti montuosi.